# André de Freitas (humorista)
André Henriques de Freitas Gonçalves (Guimarães, 9 de setembro de 1994), profissionalmente conhecido como André De Freitas, é um comediante português.

## Carreira
André começou a sua carreira de stand-up comedy em 2015, em clubes e bares locais na zona de Lisboa. Em 2016, após uma viagem aos Estados Unidos, decidiu seguir uma carreira internacional na comédia. Pouco depois, André mudou-se para Londres, onde começou oficialmente. 
André já participou em vários festivais de comédia, incluindo o Edinburgh Fringe Festival, onde foi nomeado um dos "Best Newcomers" da Entertainment Now, o Adelaide Fringe Festival e o Melbourne International Comedy Festival, onde ganhou o prémio de "Best New International Act" do The Comic's Lounge.
A sua primeira hora a solo "What If" recebeu críticas positivas. O espetáculo foi notado pela sua exploração humorística das incertezas da vida e recebeu uma série de criticas de 4 e 5 estrelas de uma série de publicações, incluindo The Sunday Express e The Telegraph, onde ele fez a lista de "Piadas mais engraçadas do Fringe de 2023".
Em junho de 2025, De Freitas lançou o seu primeiro especial completo de stand-up comedy, What If, um espetáculo em inglês gravado em Londres e lançado no YouTube no dia 27 de junho de 2025.
André De Freitas já fez a abertura em tournée dos humoristas Jim Jefferies, Russell Peters, Iliza Schlesinger, TJ Miller, Alan Carr. e Sam Jay.

## Trabalhos notáveis
André escreveu e participou numa série de tutoriais de 4 partes com o piloto da Oracle Red Bull Racing Sergio "Checo" Pérez e o campeão mundial de Fórmula 1 Max Verstappen para a empresa de criptomoedas Bybit.
André De Freitas também criou e co-estrelou Comedy Therapy - um show ao vivo que reúne comédia e saúde mental.
Em 2024 André de Freitas participou no Arts Comedy Special da BBC World Service. 

## Prêmios e Reconhecimento
| Ano  | Organização                      | Prêmio                        | Resultado |
| ---- | -------------------------------- | ----------------------------- | --------- |
| 2023 | (ISH) Prêmios de Edimburgo       | Melhor Revelação              | Indicado  |
| 2023 | Festival de Comédia de Melbourne | Melhor Novo Ato Internacional | Venceu    |

## Vida pessoal
André é fluente em inglês, português e espanhol.